# Calospila emylius
Espèce
Calospila emylius est un insecte lépidoptère appartenant à la famille  des Riodinidae et au genre Calospila.

## Dénomination
Calospila emylius a été décrit par Pieter Cramer en 1775 sous le nom de Papilio emylius.

### Sous-espèces
- Calospila emylius emylius présent au Surinam.
- Calospila emylius crispinella (Stichel, 1911); présent en Bolivie et au  Pérou.
- Calospila emylius emyliana (Stichel, 1911); présent au Brésil et au  Pérou.

## Description
Le mâle rouge orangé avec une bordure marron si large aux antérieures qu'elle ne laisse qu'une petite partie basale.
La femelle est marron avec une ligne submarginale de petits ocelles chapeautés de blanc et les antérieures barrées par une large bande jaune.
Calospila emylius emyliana présente un dessus rouge très largement bordé de noir et un revers beigne piqueté de marques noires et bordé de noir avec dans cette bordure une ligne discontinue d'ocelles. Calospila emylius crispinella présente un dessus encore plus marqué de noir.

## Écologie et distribution
Calospila emylius est présent dans le nord de l'Amérique du Sud, en Guyane, en Guyana,  au Surinam, à Trinité-et-Tobago, en Bolivie, au Brésil, et au Pérou.

### Biotope
Il réside dans la forêt tropicale.

### Protection
Pas de statut de protection particulier.